# アリー my Love (第4シーズン)
テレビドラマ『アリー my Love』の第4シーズン全23話は、アメリカ合衆国で2000年10月12日から2001年5月21日にかけて放送された。シーズンを通して、以前のシーズン同様に、月曜日の午後9時からの放送だった。
Ally McBeal: Season Four と題された6枚組のDVDボックスセットが2002年2月10日に発売されたが、これはそれまでのシーズンの中でもっとも早い発売だった。
第4シーズンはアメリカ合衆国で平均1200万人の視聴者を獲得し、その年の全てのテレビ番組中の40位に位置した。これは『アリー my Love』全シーズン中、3番目の順位だった。
第53回プライムタイム・エミー賞で、シリーズにとっての最後の2つのエミー賞となるニッキ・ヴァルコとケン・ミラーへのキャスティング賞コメディ・シリーズ部門およびジョン・ケイジを演じたピーター・マクニコルへの助演男優賞コメディ・シリーズ部門を受賞した。第58回ゴールデングローブ賞では、ラリー・ポールを演じたロバート・ダウニー・Jrが助演男優賞を受賞し、ステージへの登場時にスタンディングオベーションを受けた。

## スタッフ
このシーズンは20世紀フォックス ホーム エンターテイメントとデビッド・E・ケリー・プロダクションによって製作された。ビル・デリアと、以前の3シーズン同様に全23話の脚本を担当した原案者でもあるデビッド・E・ケリーがエグゼクティブ・プロデューサーをつとめた。スタッフライターのアリシア・マーティン、バーブ・マッキントッシュ、メリッサ・ローゼンバーグ、ケリー・レンハートおよびジョン・J・サックマーがそれぞれ1話をケリーと共作した。アリシア・ウェストが副エグゼクティブ・プロデューサーをつとめた。

## 配役
第4シーズンでは香盤表に9人の主要な役柄が記載された。アリー・マクビール役のキャリスタ・フロックハート、リチャード・フィッシュ役のグレッグ・ジャーマン、ジョン・ケイジ役のピーター・マクニコル、エレイン・バッセル役のジェーン・クラコウスキー、レネ・ラディック役のリサ・ニコル・カールソン、本人役のヴォンダ・シェパード、ネル・ポーター役のポーシャ・デ・ロッシおよびリン・ウー役のルーシー・リューが主要登場人物として出演した。
ロバート・ダウニー・Jrが、このシーズンでのアリーの恋愛対象となる新しい登場人物ラリー・ポールとして加わったが、当人の薬物依存症にまつわる問題から途中降板となった。シーズン最終話は The Wedding（邦題「新たな出発」）と第され、当初はアリーとラリーの結婚式が含まれるはずだった。第5シーズンは、すでに登場人物の結婚を軸にプロットが練られていたため、書き直しをする必要に迫られた。
以前の主要出演者のコートニー・ソーン＝スミスが、エピソード「脱・恋愛下手宣言」（Girls' Night Out）でゲスト出演し、『メルローズ・プレイス』で共演したマーシャ・クロスと再会した。前シーズンではリカーリング出演だったジェームズ・レグロスはレギュラー契約に昇格したが、レグロスが演じたキャラクターはシーズン中に徐々に出番が減り、シーズン末までに降板となった。オリジナルキャストのリサ・ニコル・カールソンは2001年6月に次のシーズンにも出演しないことを発表した。
シーモア・ウォルシュ判事役のアルバート・ホール、リサ・ノウルズ役のジェニファー・ホリデー、マーク・ニューマン牧師役のハリソン・ペイジ、ヴォンダ・シェパードのバックコーラスシンガー役のレネイ・エリース・ゴールズベリイ、ヴェイトリーナ・キングおよびサイ・スミスなどの、以前のシーズンからのさまざまな脇役たちも第4シーズンに出演した。テイ・ディグスはリカーリングキャラクターのジャクソン・デューパー役で出演し、次のシーズンでレギュラー出演する予定だったが、出演しなかった。アン・ヘッシュはジョンの恋愛対象となるメラニー役に契約した。リサ・エデルシュタインはマークの恋愛相手のシンディー役で出演した。ジョシュ・グローバンは問題のあるティーンエイジャー、マルコム・ワイアット役で出演した。ジョン・マイケル・ヒギンズはアリーのセラピストのスティーブン・ミラー役で出演した。
第4シーズンにもチャビー・チェッカー、スティング、アナスタシアが特別ゲストとして出演した。

## エピソード
| 話数 (通算) | サブタイトル       | 原題                           | 監督                     | 脚本 | 放送日         | 製作 記号 | 視聴者数 (100万人) |
| --- | ------------------ | ------------------------------ | ------------------------ | --- | -------------- | --------- | ------------------ |
| 1 (68) | 情熱至上主義       | Sex, Lies and Second Thoughts  | ビル・デリア             | デビッド・E・ケリー                                                                                       | 2000年10月23日 | 4M01      | 13.23              |
| ブライアンはアリーに引っ越してくるように頼むが、アリーは気が乗らない。アリーはトレイシー医師を探すが、トレイシーのオフィスには新しい「セラピスト」が入居している。事務所は、夫が金のためだけに結婚したと感じているので6年間の婚姻を無効にしたい女性の代理人となる。 |                    |                                |                          | |                |           |                    |
| 2 (69) | 脱・恋愛下手宣言   | Girls' Night Out               | ヤノット・シュワルツ     | デビッド・E・ケリー                                                                                       | 2000年10月30日 | 4M02      | 13.38              |
| リチャードとリンはシンディ・マコーリフの訴訟を引き受け、一方アリーはクラブでモデルナイトを開催して男性たちを惹きつけようとする。ジョンとネルは、男性に対するセクシャル・ハラスメントで訴えられた女性の訴訟を担当する。 |                    |                                |                          | |                |           |                    |
| 3 (70) | 天国と地獄         | Two's a Crowd                  | レイチェル・タラレイ     | デビッド・E・ケリー                                                                                       | 2000年11月6日  | 4M03      | 12.62              |
| マークのガールフレンドがとうとう明らかにる。リンとネルは、助言によって結婚を破綻させらたと導師を訴えている女性の代理人となる。アリーは関係のある2人の男性と交際している。 |                    |                                |                          | |                |           |                    |
| 4 (71) | 恋は舞い降りた     | Without a Net                  | メル・ダムスキ           | デビッド・E・ケリー                                                                                       | 2000年11月13日 | 4M04      | 12.86              |
| アリーは学生時代の古い友人、キミー・ビショップと出会う。キミーの友人の前で彼女をからカイ、気ミーから名誉毀損で訴えられる。アリーは弁護してもらうためにセラピストで弁護士のラリーを雇う。 |                    |                                |                          | |                |           |                    |
| 5 (72) | 人生のレッスン     | The Last Virgin                | ビル・デリア             | デビッド・E・ケリー                                                                                       | 2000年11月20日 | 4M05      | 12.34              |
| キミーがケイジ&フィッシュに現れ、以前の事務所を不当解雇で訴えるためにアリーを雇う。アリーは、ラリーとの初めてのキスに戸惑い、リンに助言を求める。 |                    |                                |                          | |                |           |                    |
| 6 (73) | クリスマスの秘密   | 'Tis the Season                | アーリーン・サンフォード | デビッド・E・ケリー                                                                                       | 2000年11月27日 | 4M06      | 14.03              |
| クリスマスシーズンが近づき、アリーは浮かれているが、ラリーには祝うことがない。ラリーは7歳の息子がおり、母親と一緒にデトロイトにいることを告白する。 |                    |                                |                          | |                |           |                    |
| 7 (74) | 恋愛回避症         | Love on Holiday                | ベサニー・ルーニー       | 原案 : デビッド・E・ケリー、アリシア・マーティン、バーブ・マッキントッシュ 脚本 : デビッド・E・ケリー     | 2000年12月4日  | 4M07      | 13.03              |
| エレインは事務所の元事務員に、彼のサイズにからめて「ピーナッツ」と呼んだことで訴えられる。ネルとリンはチャリティーオークションのディナーデートで競い合い、シンディ（性転換女性で、マークの元恋人）はリチャードをチャリティーオークションに参加させる計画を立てている。 |                    |                                |                          | |                |           |                    |
| 8 (75) | 最後に愛は勝つ     | The Man with the Bag           | ビリー・ディクソン       | デビッド・E・ケリー                                                                                       | 2000年12月11日 | 4M08      | 14.09              |
| ジョンとネルは、自分はサンタクロースだと主張したために教師の職から解雇されたネルの父親を弁護する。アリーはラリーの元恋人が街にやって来ることに怯える。このエピソードが放送されて以降、ヴォンダ・シェパードによるケイ・スターのクリスマスソング (Everybody's Waitin' For) The Man with the Bag カバーはホリデーソングの定番になった。 |                    |                                |                          | |                |           |                    |
| 9 (76) | 心へのアクセス     | Reason to Believe              | ロン・ラゴマルシノ       | デビッド・E・ケリー                                                                                       | 2001年1月8日   | 4M09      | 12.56              |
| ニコラス・エングブルームが殺人事件でジョンに助けてもらうためにケイジ&フィッシュを訪れる。メラニー・ウェストはトゥレット障害を患っており、ボーイフレンドを轢いてしまった。リチャードはマークに、エレインをベッドで喜ばせるための "sex song" の使い方を教える。 |                    |                                |                          | |                |           |                    |
| 10 (77) | 激しい胸騒ぎ       | The Ex-Files                   | ジャック・ベンダー       | デビッド・E・ケリー                                                                                       | 2001年1月15日  | 4M10      | 13.55              |
| ラリーの元恋人は、二人の間の息子をカナダに連れてゆく許可を求める。ラリーは元恋人に性的魅力を感じているので彼女にキスし始めるがすぐにやめて、アリーに打ち明ける。二人は喧嘩になる。メラニーは子供たちを怖がらせたという理由で解雇され、ジョンはそれを法廷に持ち込む。 |                    |                                |                          | |                |           |                    |
| 11 (78) | 第一印象という神話 | Mr. Bo                         | マイケル・シュルツ       | デビッド・E・ケリー                                                                                       | 2001年1月22日  | 4M11      | 13.77              |
| メラニーはジョンを自分の小さなアパートに連れてゆき、ホームレスのミスター・ボーに紹介する。ミスター・ボーはジョンにつきまとい、苦情を申し立てる。アリーは少し太りすぎだったために秘書を解雇された女性の訴訟を担当し、ケイジ&フィッシュが魅力的な女性弁護士しか雇っていないことに気がついてショックを受ける。 |                    |                                |                          | |                |           |                    |
| 12 (79) | 涙の決断           | Hats Off to Larry              | ヤノット・シュワルツ     | 原案 : デビッド・E・ケリー、メリッサ・ローゼンバーグ、バーブ・マッキントッシュ 脚本 : デビッド・E・ケリー | 2001年2月5日   | 4M12      | 13.75              |
| ラリーの息子がデトロイトから訪れ、アリーを探してケイジ&フィッシュに現れる。彼は精神的な損害で両親を訴えたいと思っている。ネルは、法廷で自分のダンス教師兼恋人のサム・アダムズの代理人を務めている。彼は元パートナーを、自分の振り付けを盗んだとして訴えている。シンディ・マコーリフがリチャードを探して事務所に戻ってくる。ラリーは、自分がデトロイトにいることを息子が望んでいると気が付く。アリーは、デトロイトに行くようにラリーを説得する。彼は戻ってくると約束して去る。 |                    |                                |                          | |                |           |                    |
| 13 (80) | 遠距離恋愛         | Reach Out And Touch            | ケニー・オルテガ         | デビッド・E・ケリー                                                                                       | 2001年2月12日  | 4M13      | 12.32              |
| アリーはバリー・マニロウの幻覚を見る。リチャードは、リンを事務所の新しい弁護士のジャクソン・デューパーと組ませる。二人は、妻がニンフォマニアで106回も浮気したので結婚を無効にしたく、妻と熱烈な仲になっている牧師を訴えている男性の二重の訴訟に取り組まなければならない。 |                    |                                |                          | |                |           |                    |
| 14 (81) | 永遠の少年たち     | Boys Town                      | デヴィッド・グロスマン   | デビッド・E・ケリー                                                                                       | 2001年2月19日  | 4M14      | 13.19              |
| リチャードとジョンの関係はより緊張し、カップルセラピーに参加する。ジャクソンの存在はエレインに大きな影響を与える。ジャクソンは、すべての男性従業員を解雇したとして訴えられた女性を弁護する。 |                    |                                |                          | |                |           |                    |
| 15 (82) | 愛の苦い果実       | Falling Up                     | オズ・スコット           | デビッド・E・ケリー                                                                                       | 2001年2月26日  | 4M15      | 13.85              |
| ジャクソンとレネの一夜限りの関係は、それ以上のものになる。アリーはラリーの幻覚を克服するため、何人かのセラピストを訪れる。ジョンは、妻が子供を欲しがらないので結婚を取り消したいという男性の弁護をするが、この訴訟はジョンとメラニーの関係にも影響を及ぼす。 |                    |                                |                          | |                |           |                    |
| 16 (83) | 傷心旅行           | The Getaway                    | ビル・デリア             | デビッド・E・ケリー                                                                                       | 2001年3月19日  | 4M16      | 12.48              |
| リチャードとジョンはロサンゼルスで休暇を過ごす。ジョンがリチャードを法的な問題から救い出し、裕福な夫と離婚する女性を助けなければならなかったので、それはワーキングホリデーに変わってしまう。リチャードは、苦労している女優が、エスコート・サービスを運営するために彼女を使用しているエージェントから離れる手助けをする。 |                    |                                |                          | |                |           |                    |
| 17 (84) | しあわせ拒否症     | The Pursuit of Unhappiness     | ケニー・オルテガ         | 原案 : デビッド・E・ケリー、ケリー・レンハート、ジョン・J・サックマー 脚本 : デビッド・E・ケリー          | 2001年3月26日  | 4M17      | 12.39              |
| エレインは浮気していたことを告げてマークと別れる。ジャクソンは金持ちで太って禿げた男性の婚前手続きを担当する。アリーはラリーに将来の妻の利益を守るように仕向け、ラリーとジャクソンの間に個人的な不和を生じさせる。リンは、血栓症のため永遠に幸せになれないからと自分の息子に訴えられ、家業が台無しになった男性の訴訟を担当する。 |                    |                                |                          | |                |           |                    |
| 18 (85) | 恋愛のハードル     | The Obstacle Course            | ジョアンナ・カーンズ     | デビッド・E・ケリー、ケイラ・アルパート                                                                   | 2001年4月16日  | 4M18      | 11.96              |
| カサンドラがオフィスに現れてジョンを驚かせる。アリーは、自分が小人症であることをインターネット上のデート相手に明かさなかったために訴えられた男性の訴訟を担当する。リンとジャクソンは、自分の結婚式を妨害した昔のボーイフレンドを訴える女性の担当となる。 |                    |                                |                          | |                |           |                    |
| 19 (86) | バリーにおまかせ   | In Search of Barry White       | アダム・アーキン         | デビッド・E・ケリー                                                                                       | 2001年4月23日  | 4M19      | 11.76              |
| 亡き妻のクローンを求める男性に関係する訴訟でラリーに立ち向かう中で、ジョンはバリー・ホワイトにチャネリングする能力を失う。ネルはエレインをオンライン・ロマンスに誘う。リンはジャクソンへの思いを募らせる。 |                    |                                |                          | |                |           |                    |
| 20 (87) | 誕生日の贈り物     | Cloudy Skies, Chance of Parade | ビリー・ディクソン       | デビッド・E・ケリー                                                                                       | 2001年4月30日  | 4M20      | 12.63              |
| ラリーは、男性の結婚を破綻させたと訴えられたスティングを弁護する。バーブラ・ストライサンドのモノマネ芸人が、鼻の整形を理由に訴えを起こす。リチャードをリンにヤキモチを焼かせるためにシンディ・マーゴリスといちゃつく。 |                    |                                |                          | |                |           |                    |
| 21 (88) | 女王バチの誘惑     | Queen Bee                      | ベサニー・ルーニー       | デビッド・E・ケリー                                                                                       | 2001年5月7日   | 4M21      | 11.82              |
| 不当解雇で訴えられているシドニー・ゲイルがケイジ&フィッシュに弁護を依頼し、リチャードとジョンが担当する。マーク・ニューマン牧師は、教会でのリサ・ノウルズのパフォーマンスに関して問題を抱えている。ジャクソンの作戦は失敗し、ネルの手に委ねられる。 |                    |                                |                          | |                |           |                    |
| 22 (89) | 運命のいたずら     | Home Again                     | マイケル・シュルツ       | デビッド・E・ケリー                                                                                       | 2001年5月14日  | 4M22      | 12.65              |
| ラリーのサプライズ婚約計画が失敗し、彼はそれが前兆だと確信する。フィッシュは、女優志望のジェーン・ウィルコが、ヌード写真の男性雑誌への掲載を阻止するのを手助けするためにLAに飛ぶ。 |                    |                                |                          | |                |           |                    |
| 23 (90) | 新たな出発         | The Wedding                    | ビル・デリア             | デビッド・E・ケリー                                                                                       | 2001年5月21日  | 4M23      | 11.02              |
| 秋に承諾したのに一緒にプロムに行かなかった女の子を訴えているマルコム・ワイアットがアリーを雇う。相手側の弁護士はラリー・ポールだが、裁判に現れない。ラリーは、オフィスの新しい秘書としてジェーン・ウィルコを雇う。アリーはビリーの幽霊と会話し、、デートとしてマルコムのプロムに行くことに決め、ソロで歌い、愛を信じることを辞めないように説得する。 |                    |                                |                          | |                |           |                    |